# Christopher Hill
John Edward Christopher Hill (York, Anglaterra, 6 de febrer de 1912 - 23 de febrer de 2003). Va ser un historiador marxista anglès especialitzat en la història anglesa del segle xvii. De 1965 a 1978 va ser professor del Balliol College, d'Oxford.

## Biografia

### Primers anys i educació
Christopher Hill va néixer el 6 de febrer de 1912 a Bishopthorpe Road, York, fill d'Edward Harold Hill i Janet Augusta (de soltera, Dickinson). El seu pare era advocat i la família eren devots metodistes. Va anar a l'escola St Peter's, York. Als 16 anys, va fer l'examen d'ingrés al Balliol College d'Oxford. Els dos tutors d'història que van marcar els seus papers van reconèixer la seva habilitat i li van oferir un lloc per tal d'evitar qualsevol possibilitat que pogués anar a la Universitat de Cambridge. El 1931 Hill va fer unes llargues vacances a Friburg, Alemanya, on va presenciar l'ascens del Partit Nazi, dient més tard que va contribuir de manera significativa a la radicalització de la seva política.
Es va matricular al Balliol College el 1931. L'any següent va guanyar el premi Lothian, i es va graduar amb una llicenciatura de primera classe en història moderna el 1934. Mentre estava a Balliol, Hill es va convertir en un marxista compromès i es va unir al Partit Comunista de la Gran Bretanya l'any que es va graduar. El 1934 va obtenir el All Souls Prize Fellowship. Més tard, a Balliol, s'acostà al marxisme i ingressà en el Partit Comunista de la Gran Bretanya.
Hill ha estat acusat de ser un espia de la Unió Soviètica. Diversos acadèmics, inclòs Hobsbawm, van defensar Hill. Però els documents desclassificats de l'MI5 no han trobat cap evidència que fos un espia.

### Primera carrera acadèmica
Després de graduar-se es va convertir en Fellow of All Souls College. El 1935 va emprendre un viatge de deu mesos a Moscou, a la Unió Soviètica. Allà va començar a parlar rus amb fluïdesa i va estudiar beques històriques soviètiques, especialment la relacionada amb Gran Bretanya. Després de tornar a Anglaterra el 1936, va acceptar una plaça de professor com a professor ajudant a la Universitat de Gal·les del Sud i Monmouthshire a Cardiff. Durant la seva estada allà va intentar unir-se a les Brigades Internacionals i lluitar a la Guerra Civil espanyola, però va ser rebutjat. En canvi, va ser actiu ajudant els refugiats bascos desplaçats per la guerra. Després de dos anys a Cardiff, va tornar al Balliol College el 1938 com a becari i tutor d'història.

### Servei de guerra
Després de l'esclat de la Segona Guerra Mundial, es va unir a l'exèrcit britànic, inicialment com a soldat a la Policia de Seguretat de Camp. Va ser encarregat com a segon tinent a la Infanteria lleugera d'Oxfordshire i Buckinghamshire el 2 de novembre de 1940 amb el número de servei 156590. En aquesta època Hill va començar a publicar els seus articles i ressenyes sobre la història anglesa del segle xvii. El 19 d'octubre de 1941 va ser traslladat al Cos d'Intel·ligència. Va ser adscrit al Ministeri d'Afers Exteriors des de 1943 fins que va acabar la guerra.

### Carrera acadèmica i política
Hill va tornar a la Universitat d'Oxford després de la guerra per continuar la seva tasca acadèmica.
El 1946 ell i altres historiadors marxistes van formar el Grup d’Historiadors del Partit Comunista. El 1949 va sol·licitar la càtedra d'Història a la nova Universitat de Keele, però va ser rebutjat a causa de la seva afiliació al Partit Comunista. El 1952 va ajudar a crear la revista Past and Present.
El 1946, Hill i altres historiadors marxistes formaren el Grup d'Historiadors del Partit Comunista britànic.
Hill s'estava descontent amb la manca de democràcia al Partit Comunista. No obstant això, es va mantenir al partit després de la invasió soviètica d'Hongria el 1956. Va marxar a la primavera de 1957 després que un dels seus informes al congrés del partit fos rebutjat.
A partir de 1957, la carrera acadèmica de Hill va entrar en una fase ascendent. Els seus estudis sobre la història d'Anglaterra en el segle xvii foren àmpliament difosos i reconeguts. El 1965 va ser elegit rector de Balliol, càrrec que ocupà fins al 1978, any de la seva jubilació (sent substituït per Anthony Kenny). Entre els seus deixebles d'aquest període hi va haver Brian Manning.
El seu primer llibre acadèmic, Economic Problems of the Church from Archbishop Whitgift to the Long Parliament, va aparèixer el 1956. Com molts dels seus llibres posteriors, es va basar en el seu estudi de fonts impreses accessibles a la Biblioteca Bodleian i en treballs secundaris produïts per altres historiadors acadèmics, més que en la investigació dels arxius supervivents. El 1965 Hill va ser escollit Mestre del Balliol College. Va ocupar el càrrec de 1965 a 1978, quan es va jubilar (el va succeir Anthony Kenny). Entre els seus estudiants a Balliol hi havia Brian Manning, que va desenvolupar la comprensió de la revolució anglesa. A Oxford Hill va actuar com a membre sènior de l'exclusiva Societat Stubbs.
La major part de l'obra de Hill tracta del procés conegut com a Revolució Anglesa, i va mantenir un notable intercanvi intel·lectual amb historiadors de tendència marxista amb els quals l'unien punts de contacte però també de divergència, tant políticament com en qüestions historiogràfiques i metodològiques entorn del materialisme històric. Entre aquests cal esmentar Eric Hobsbawm i Edward Palmer Thompson. També va mantenir debats amb autors allunyats del marxisme, com Trevor-Roper.
Entre les seves obres més destacables hi ha Economic Problems of the Church (1955), Puritanism And Revolution (1958), Intellectual Origins of the English Revolution (1965 i revisat el 1996), The Century of Revolution (1961), Antichrist In 17th-century England (1971), The World Turned Upside Down (El món trastornat) (1972) i moltes altres.
Hill es va retirar de Balliol el 1978, quan va ocupar un càrrec a temps complet durant dos anys a la Universitat Oberta. Va continuar donant conferències des de casa seva a Sibford Ferris, Oxfordshire.
En els darrers anys, Hill va viure amb la malaltia d'Alzheimer i va requerir una atenció constant. Va morir d’atròfia cerebral en una Residència geriàtrica a Chipping Norton, Oxfordshire, el 23 de febrer de 2003.

## Vida personal
Hill es va casar amb Inez Waugh (nascuda Bartlett) el 17 de gener de 1944. Inez Hill, llavors de 23 anys, era filla d'un oficial de l'exèrcit, Gordon Bartlett, i l'exdona d'Ian Anthony Waugh. El matrimoni dels Hills es va trencar després de deu anys. La seva única filla, la seva filla, Fanny, es va ofegar mentre estava de vacances a Espanya el 1986.
La segona esposa de Hill va ser Bridget Irene Mason (nascuda Sutton), amb qui es va casar el 2 de gener de 1956. Era l'exdona de Stephen Mason, un company comunista i historiador. La seva filla Kate va morir en un accident de cotxe el 1957. Van tenir dos fills més: Andrew (nascut el 1958) i Dinah (nascut el 1960).
Hill, juntament amb Hobsbawm, van ser espiats per l'MI5 durant dècades. L'MI5 va trobar que Abraham Lazarus va confessar una aventura amb la primera esposa de Hill, Inez, el 1948.

## Obres seleccionades
- The English Revolution, 1640 (1940, 3rd ed. 1955), ISBN 0-85315-044-3 (On-line text at Marxists.org)
- Lenin and the Russian Revolution (1947), ISBN 0-14-013535-9 (1971, 1972, 1993 reprints)
- Economic Problems of the Church: From Archbishop Whitgift to the Long Parliament (1956), ISBN 0-586-03528-1 (1971 reprint)
- Puritanism and Revolution: Studies in Interpretation of the English Revolution of the 17th Century (1958), ISBN 0-7126-6722-9 (2001 reprint)
- The Century of Revolution, 1603–1714 (1961, 2nd. ed. 1980), ISBN 0-17-712002-9
- Society and Puritanism in Pre-Revolutionary England (1964), ISBN 0-7126-6816-0 (2003 reprint)
- Intellectual Origins of the English Revolution (1965, rev. 1997), ISBN 0-19-820668-2
- Reformation to Industrial Revolution: A Social and Economic History of Britain, 1530–1780 (1967, rev. ed. 1969), ISBN 0-14-020897-6
- God's Englishman: Oliver Cromwell and the English Revolution (1970), ISBN 0-297-00043-8
- Antichrist in Seventeenth-Century England (1971, rev. ed. 1990), ISBN 0-86091-997-8
- The World Turned Upside Down: Radical Ideas During the English Revolution (1972), ISBN 0-85117-025-0
- Change and Continuity in Seventeenth-Century England (1974, rev. ed. 1991), ISBN 0-300-05044-5
- Milton and the English Revolution (1977), ISBN 0-571-10198-4
- The World of the Muggletonians (1983), ISBN 0-85117-226-1
- The Experience of Defeat: Milton and Some Contemporaries (1984), ISBN 0-571-13237-5
- The Collected Essays of Christopher Hill (3 vols.)
- # Writing and Revolution in 17th Century England (1985), ISBN 0-7108-0565-9
- # Religion and Politics in 17th Century England (1986), ISBN 0-7108-0507-1
- # People and Ideas in 17th Century England (1986), ISBN 0-7108-0512-8
- A Turbulent, Seditious, and Factious People: John Bunyan and His Church, 1628–1688 (1988), ISBN 0-19-812818-5—published in the United States as A Tinker and a Poor Man: John Bunyan and His Church, 1628-1688 (1989), ISBN 0-394-57242-4
- A Nation of Change and Novelty: Radical Politics, Religion and Literature in Seventeenth-Century England (1990), ISBN 0-415-04833-8
- The English Bible and the Seventeenth-Century Revolution (1992), ISBN 0-7139-9078-3
- Liberty Against The Law: Some Seventeenth-Century Controversies (1996), ISBN 0-14-024033-0